# Кубек
Кубе́к (каз. Көбек) — станційне селище у складі Казалінського району Кизилординської області Казахстану. Входить до складу Карашенгельського сільського округу.
Населення — 98 осіб (2021; 104 у 2009, 89 у 1999).